# Kanton Fameck
Kanton Fameck (fr. Canton de Fameck) je francouzský kanton v departementu Moselle v regionu Grand Est. Tvoří ho pět obce. Před reformou kantonů 2014 ho tvořily tři obce.

## Obce kantonu
od roku 2015:
- Fameck
- Florange
- Mondelange
- Richemont
- Uckange

před rokem 2015:
- Fameck
- Mondelange
- Richemont